# Milano-Mantova 1958
La Milano-Mantova 1958, ventesima edizione della corsa, si svolse il 15 giugno 1958. La vittoria fu appannaggio del belga Rik Van Looy, il quale precedette il connazionale Jozef Schils e l'italiano Armando Pellegrini.

## Ordine d'arrivo (Top 10)
| Pos. | Corridore          | Squadra        | Tempo |
| ---- | ------------------ | -------------- | ----- |
| 1    | Rik Van Looy       | Faema-Guerra   | ?     |
| 2    | Jozef Schils       | Faema-Guerra   | ?     |
| 3    | Armando Pellegrini | Faema-Guerra   | ?     |
| 4    | Pierino Baffi      | Leo-Chlorodont | ?     |
| 5    | Lino Grassi        | Torpado        | ?     |
| 6    | Bruno Costalunga   | Leo-Chlorodont | ?     |
| 7    | Jos Hoevenaers     | Faema-Guerra   | ?     |
| 8    | Sante Ranucci      | Torpado        | ?     |
| 9    | Giuliano Michelon  | Carpano        | ?     |
| 10   | Giovanni Metra     | Faema-Guerra   | ?     |